# Blow That Smoke
Blow That Smoke è un singolo del gruppo musicale statunitense Major Lazer, in collaborazione della cantante svedese Tove Lo, pubblicato il 17 ottobre 2018.

## Video musicale
Il video è stato pubblicato sul canale YouTube del gruppo.